# Thorvald Stoltenberg
Thorvald Stoltenberg (ur. 8 lipca 1931 w Oslo, zm. 13 lipca 2018 tamże) – norweski polityk, były minister.
Sprawował funkcję ministra obrony narodowej Norwegii w latach 1979–1981 oraz ministra spraw zagranicznych – w latach 1987–1989 oraz 1990–1993 w dwóch rządach Partii Pracy. Od 1989 do 1990 pełnił urząd ambasadora Norwegii przy Organizacji Narodów Zjednoczonych.
W 1990 od stycznia do listopada był wysokim komisarzem ONZ ds. uchodźców, a w 1993 został mianowany specjalnym reprezentantem sekretarza generalnego ONZ do spraw Byłej Jugosławii oraz współprzewodniczącym Komitetu Wykonawczego ds. Międzynarodowej Konferencji na temat Byłej Jugosławii.
W 2003 został przewodniczącym Zarządu Międzynarodowego Instytutu Demokracji oraz Wsparcia Wyborczego (International IDEA). Ojciec byłego premiera Norwegii i sekretarza generalnego NATO Jensa Stoltenberga.